# Motaba
El Motaba es un gusano informático, fue liberado en la red a mediados de julio del año 2006. También fue el nombre del virus causante de la enfermedad protagonista de la película "Epidemia".
Fue programado en Visual Basic, y se propaga a través del cliente de mensajería instantánea MSN Messenger, enviando una dirección a los contactos conectados antepuesta por una frase que dice "jaja mira esta foto" y al hacer click se cierra la ventana automáticamente y se produce la infección.

## Datos
- Nombre: W32/Motaba.A
- Tipo: Gusano informático
- Alias: Motaba
- Plataforma: Windows 32-bit
- Tamaño: 81 kb.

## Infección
Crea tres archivos en la carpeta System32, ambos con el mismo peso, ya que es una copia del mismo virus:
- motaba.exe
- spof.exe
- motaba.hta

EL virus reconoce el sistema operativo Windows en donde se trabaja, reconociendo las diferencias en el árbol de archivos, como por ejemplo "winnt" es el nombre de la carpeta que contiene a "system32" en Windows NT, mientras que esta está contenida en la carpeta "windows" en otras versiones del sistema operativo. El gusano las detecta y se copia en la correspondiente a cada sistema.
El gusano crea las siguientes entradas en el registro para autoejecutarse en cada reinicio del sistema:
HKLM\SOFTWARE\Microsoft\Windows\CurrentVersion\Run [variable] = [archivo del sistema] [archivo malicioso]
Donde [variable] puede tener cualquier nombre, y [archivo del sistema] es un archivo legítimo de Windows que ejecuta al [archivo malicioso], que es el archivo del gusano. Luego envía mensajes infectados a los contactos del MSN, para continuar con su propagación.
- Datos: Q5551280